# Hof van Aarschot

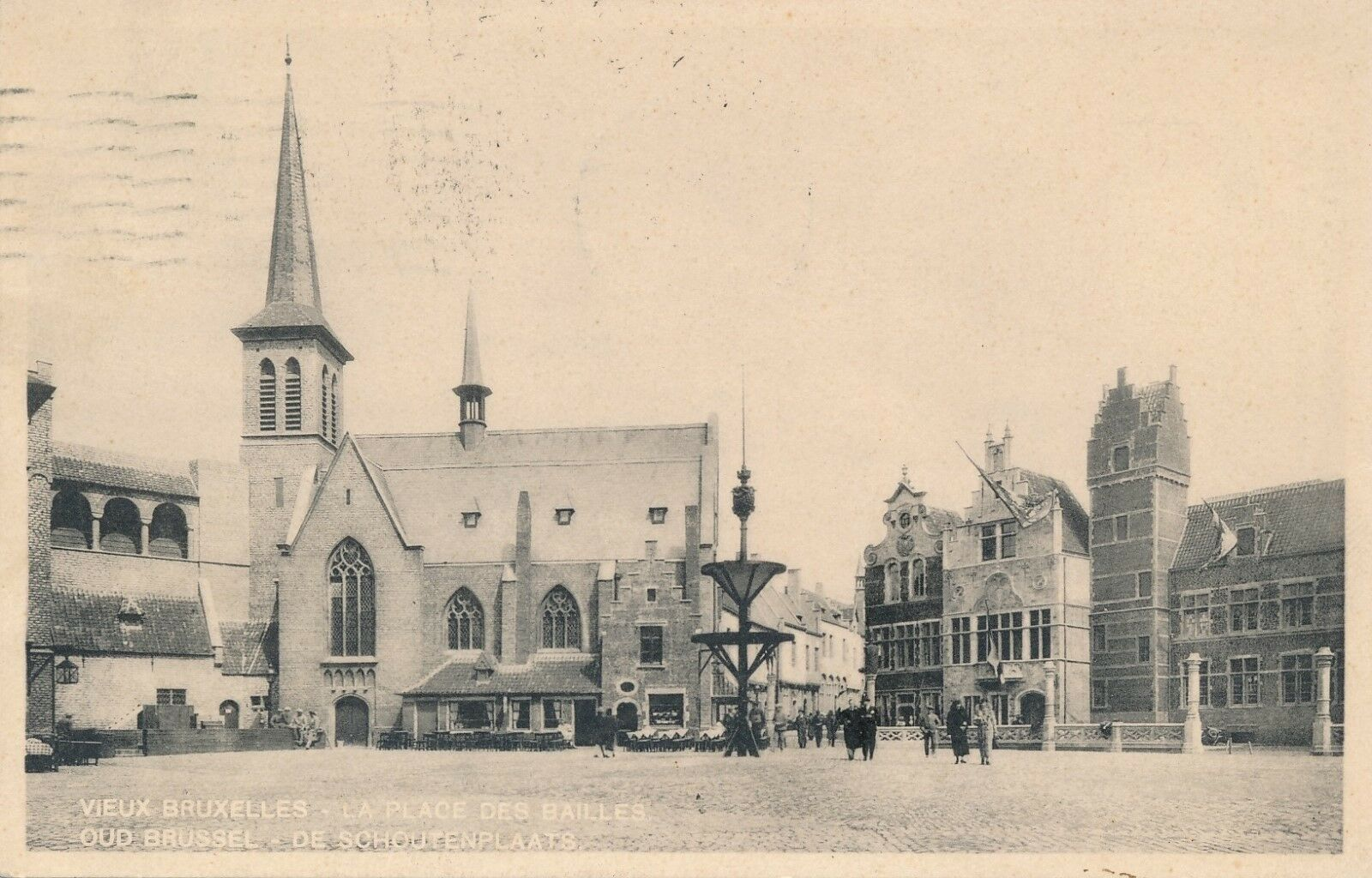
Reconstructie van het Hof van Aarschot (rechts) voor de Wereldtentoonstelling van 1935

Het Hof van Aarschot was het stadspaleis van de familie Croÿ aan het Baliënplein op de Koudenberg in Brussel.
In 1399 stond hertog Antoon van Bourgondië een plaetsken in t'Nederhof bij het Koudenbergpaleis en de abdij van Koudenberg af aan zijn raadslid en kamerheer Willem Blondeel, zodat deze zijn huis in de Brusselse hofwijk kon uitbreiden. De prijs, eenen sconen gelas, werd nog eeuwenlang elk jaar betaald. De Brabantsche Yeesten vermelden dat Blondeel in het huis de koffers en juwelen van de hertog bewaarde. 
Zijn zoon Filip Blondeel verkocht het huis in 1432 aan Anton van Croÿ, die er met financiële steun van het stadsbestuur een fraaie residentie van maakte. Het was de periode waarin Brussel er alles aan deed om de vaste hofstad van Filips de Goede te worden, en dus ook diens hoogste edelen wilde aantrekken. In de daarop volgende decennia kocht Anton van Croÿ naburige percelen om de residentie uit te breiden. De bouwmeester Godevaert de Bosschere voerde in 1459 grote werken uit. Men ging spreken over het Hof van Beaumont en het Hof van Aarschot, naar de voornaamste titels van de Croÿs. In 1473 nam Karel de Stoute het Hof van Aarschot in beslag en schonk hij het aan Pierre de Poitiers, maar nog hetzelfde jaar volgde een verzoening.
In 1500 kregen de Croÿs toestemming van het stadsbestuur om een oude toren van de eerste stadsmuur in hun residentie te incorporeren. Onder de Brusselse republiek werd het gebouw verschillende keren geplunderd, in het bijzonder in 1579. Toen Karel III van Croÿ het in 1595 erfde, was er van het rijke interieur niets meer over. Het volgende jaar al deed hij een beroep op de architect Pierre Lepoivre om het Hof van Aarschot te herbouwen. Een van de verfraaiingen was de toevoeging van een Baliënhof, een gedecoreerde afsluiting naar het voorbeeld van die van het Koudenbergpaleis.
Het huis werd in 1624 opgeschud door de moord op hertog Karel Alexander van Croÿ, gepleegd door een beledigde page.
Eind 18e eeuw moest het gebouw plaats ruimen voor het Koningsplein. De toenmalige eigenares, gravin Brigitte van Templeuve-Tirimont, liet het door Barnabé Guimard in 1776-1781 herbouwen in neoklassieke stijl. Dit Hôtel de Templeuve zou in de 19e eeuw worden uitgebreid en bekend komen te staan als het Paleis van de graaf van Vlaanderen.